# Nacht und Nebel

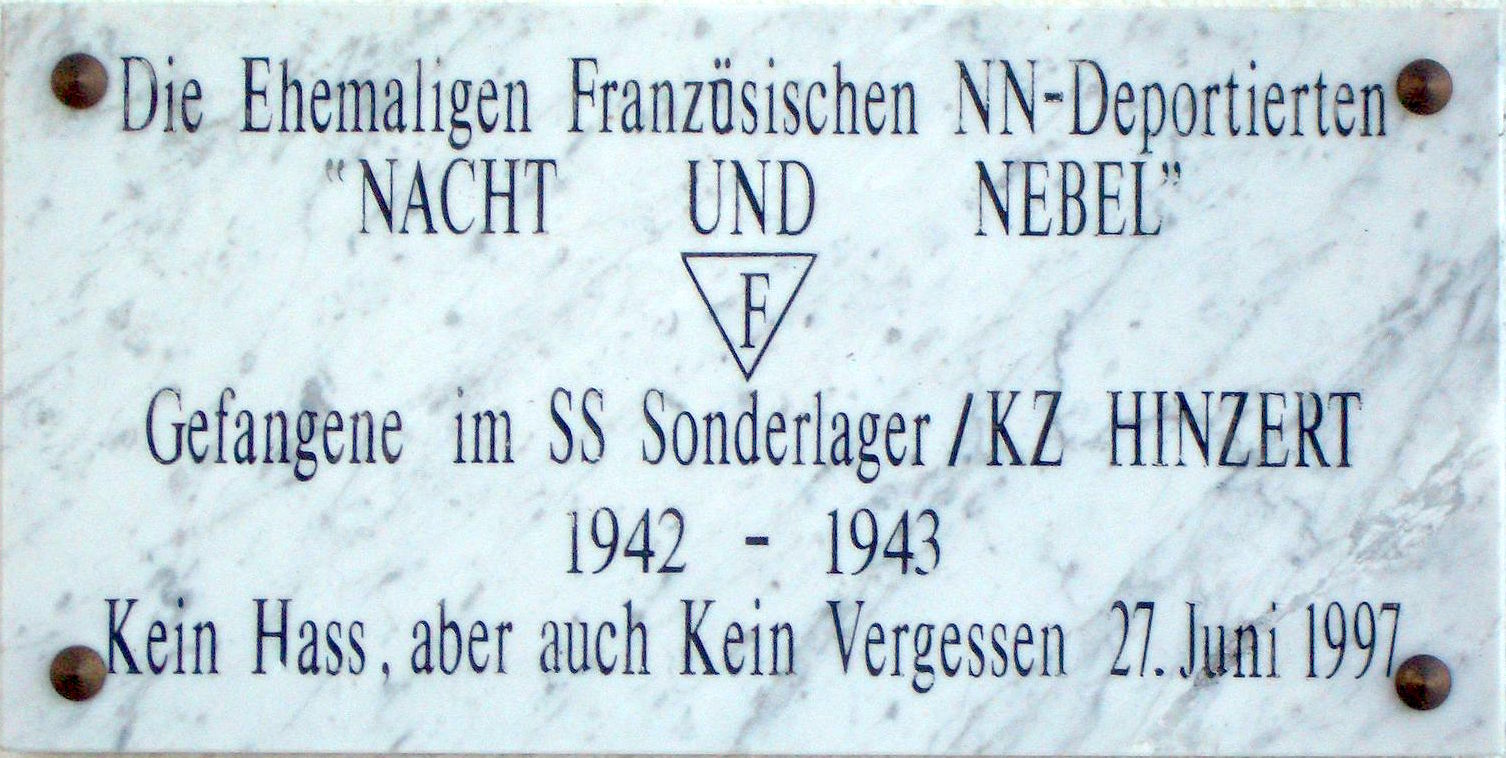
Tablica upamiętniająca deportowanych w akcji Nacht und Nebel w obozie koncentracyjnym w Hinzert

Nacht und Nebel (pol. Noc i mgła) – tytuł tajnego dekretu nazistowskiego z 1941 roku, kryptonim wynikającej z tego dekretu akcji deportacyjnej oraz nazwa kategorii więźniów niemieckich obozów koncentracyjnych. Nazwa dekretu pochodzi z opery Richarda Wagnera Złoto Renu, w której jedna z głównych postaci, mroczny karzeł Alberyk, po założeniu magicznego hełmu zmienia się w dym, śpiewając: „Nocy i mgło, znikam” (Nacht und Nebel — niemand gleich).

## Historia
7 grudnia 1941 roku feldmarszałek Wilhelm Keitel podpisał tajny dekret Adolfa Hitlera dotyczący aresztowania i wysyłania do obozów członków opozycji antynazistowskiej z państw Europy Zachodniej (głównie Francji, Belgii i Holandii). Podpisanie dekretu wiązało się z chęcią wyeliminowania działań podziemia na terenach okupowanych na Zachodzie, wobec przewidywanych już wówczas trudności na froncie wschodnim. Dekret przewidywał deportację do obozów na terenie III Rzeszy m.in. członków ruchu oporu, sabotażystów, liderów podziemia lub osób kontaktujących się z wrogiem.
Akcja deportacji (o takim samym kryptonimie) rozpoczęła się na początku 1942 roku. Więźniowie odpowiadali przed sądami wojskowymi bądź specjalnymi, od 1944 roku przed Gestapo. Uznani za winnych skazywani byli na karę śmierci lub zsyłani do obozów koncentracyjnych. W obozach byli oznaczani literami NN, trzymani w odosobnieniu, zmuszani do ciężkich prac i najczęściej gorzej odżywiani niż inni więźniowie. Nie mogli również utrzymywać żadnego kontaktu ze światem zewnętrznym. Do końca wojny akcja Nacht und Nebel objęła około 7 tysięcy osób, z czego wiele zginęło w więzieniach i obozach.